# François Honorat de Beauvilliers
Pour les articles homonymes, voir Beauvilliers.

Armes de la famille de Beauvilliers, ducs de Saint-Aignan.

François Honorat de Beauvilliers, duc de Saint-Aignan, né le 30 octobre 1607 à Paris où il est mort le 16 juin 1687, est un militaire et administrateur français, honoré en son temps pour avoir été un grand protecteur des arts et des lettres.

## Biographie
Il doit le prénom de François à la dévotion particulière de ses parents envers le fondateur de l'ordre des capucins, dont il porte l'habit pendant une partie de son enfance. Entré avec éclat dans la profession des armes, il est colonel du régiment de Saint-Aignan cavalerie en 1638, et prend part à quatorze campagnes et reçoit presque autant de commandements.
En reconnaissance de sa fidélité pendant les troubles de la Fronde, Louis XIV le nomme tour à tour duc et pair de France, premier gentilhomme de la chambre, conseiller du roi, gouverneur de plusieurs provinces. Le duc entretient une volumineuse correspondance avec les lettrés du temps, entre autres — en pastiche du vieux français — avec Voiture, et compose lui-même quelques pièces de vers. Ayant pris goût à la vie de la cour, dont il anime les fêtes avec Benserade, il finit par délaisser tout à fait la vie militaire. Devenu membre de l'Académie française en 1663, il l'est également de l'Académie des Ricovrati de Padoue et de l'Académie de physique de Caen, et il contribue à la fondation de l’Académie d'Arles en 1669, dont il est le premier protecteur.
Ordonnateur des fêtes et des plaisirs, il serait non seulement à l'origine des amours de Louis XIV avec sa favorite Mademoiselle de La Vallière, mais un véritable rabatteur le fournissant régulièrement en maîtresses.
De 1664 à 1687, il est gouverneur militaire et maire du Havre (dans cette ville le gouverneur est traditionnellement le président du conseil des échevins). Cependant, ce gouvernement s'avérera corrompu, et le duc fut dénoncé.
Le duc de Saint-Aignan n'a lui-même publié aucune de ses poésies, dont quelques-unes seulement ont vu le jour dans des recueils. Il n'en était pas moins réputé chez ses contemporains, tant pour ses manières chevaleresques que pour sa bienveillance et sa délicatesse. « Quels sont les poètes de son temps, écrit l'abbé d'Olivet, qui n'ont pas laissé des témoignages publics de ce qu'ils croyaient devoir, ou à ses lumières, ou à ses bienfaits ? […] Il mourut à l'âge de quatre-vingts ans. Ce fut un deuil universel sur le Parnasse. »

## Famille
François Honorat de Beauvilliers épouse le 1er janvier 1633 Antoinette Servien (1617-1680 ; fille du trésorier de France Nicolas Servien de Montigny, un cousin d'Abel), dont il a notamment :
- François de Beauvilliers, comte de Séry (1637-1666), premier gentilhomme de la chambre du roi ;
- Pierre de Beauvilliers, dit « le chevalier de Saint-Aignan » (1641-1664), tué en duel[6] ;
- Paul de Beauvilliers, duc de Saint-Aignan (1648-1714), connu comme « duc de Beauvilliers », gouverneur des princes, ministre d'État[7] ;
- Anne de Beauvilliers (1652-1734), abbesse de la Joye-lès-Nemours en 1671[8].
- Marie Antoinette de Beauvilliers épouse le 10/1/1678 Louis Sanguin (4/7/1648 - 13/11/1723 Versailles) 1er maître d'hôtel du Roy, chevalier seigneur et marquis de Livry et autres lieux, capitaine des chasses de la forêt de Libry et de Bondy, gouverneur de Loches, enseigne des gendarmes de Bourgogne, mestre de camp de cavalerie et aide de camp du roi en 1684, fils de Jacques Sanguin 1er maître d'hôtel du Roi.

Il épouse en secondes noces le 7 juin 1680 Françoise Geré de Laubépine de Rancé (1642-1728), dont il a :
- Marie-Françoise de Beauvilliers (1681-1748), épouse de Jean François, marquis de Marillac (mort en 1704), puis de Louis François, marquis de L'Aubespine[9] ;
- François Honorat Antoine de Beauvilliers, évêque-comte de Beauvais (1682-1751)[10] ;
- Paul-Hippolyte de Beauvilliers, duc de Saint-Aignan (1684-1776), diplomate, académicien[6], père de Paul-Hippolyte de Beauvilliers, marquis de la Ferté-Saint-Aignan (1712-1788), vice-amiral.

## Armes

Armes de François Honorat de Beauvilliers, avant qu'il soit nommé duc de Saint Aignan, Parti de 3, coupé d'un, qui font 8 quartiers, au 1 du chef burelé d'argent et de gueules, au lion de sable brochant sur le tout, armé, lampassé et couronné d'or, qui est d'Estouteville, au 2 d'azur, à six annelets d'or qui est d'Husson, au 3 de La Trémoille, au 4 de Bourbon, au 5 et 1 de la pointe de Châlon, au 6 de Bourgogne ancien, au 7 de Savoie, au 8 de gueules à deux clefs d'argent passée en sautoir, qui est de Clermont-Tonnerre, sur le tout de Beauvilliers.

## En littérature
Il apparaît dans le roman d'Alexandre Dumas, Le Vicomte de Bragelonne comme facilitateur des amours du roi avec Louise de la Vallière.